# Shōgitai

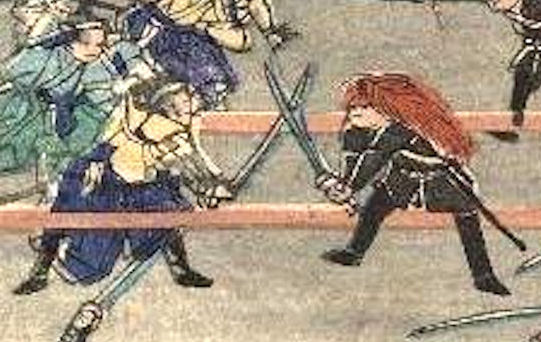
Duel entre un shōgitai (gauche) et un shaguma (droite) à la bataille d’Ueno.

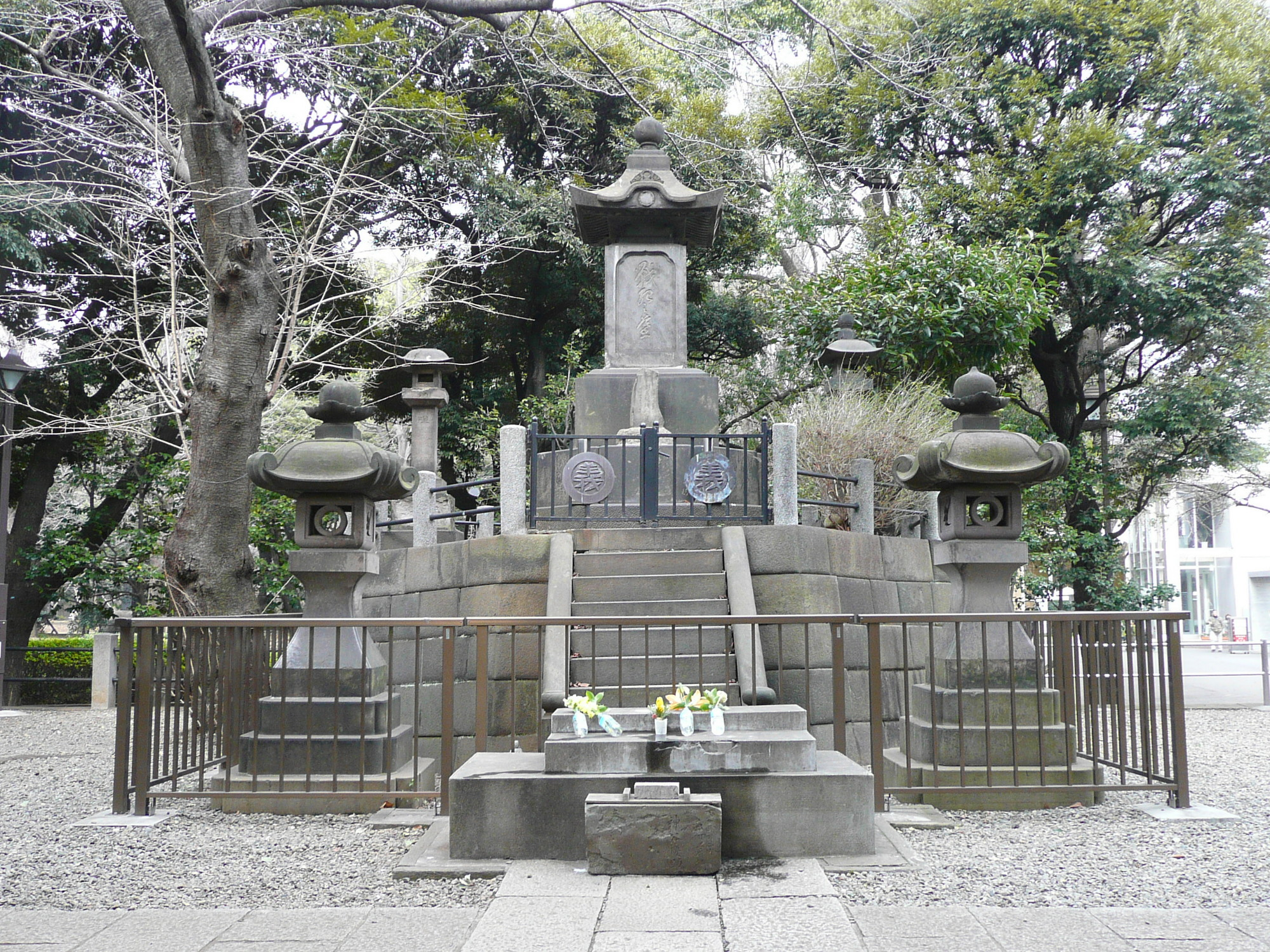
Monument funéraire au shōgitai au parc d’Ueno.

Le shōgitai (彰義隊, « ligue à l’exemplaire droiture ») était un corps d’élite du shogunat Tokugawa au cours de la période du Bakumatsu au Japon. 
Le shōgitai a pris une grande part dans les batailles de la guerre de Boshin, particulièrement à la bataille de Toba-Fushimi et à la bataille d’Ueno à Tokyo où il a presque été exterminé. À la pointe sud du parc d'Ueno, au nord de Tokyo, se trouve un monument à la mémoire des soldats du shōgitai morts lors de la bataille d'Ueno en juillet 1868, près de la grande statue de Saigō Takamori qui menait les forces impériales qui vainquirent les membres de ce corps d'élite.